# レクチゾール法
レクチゾール法（レクチゾールほう、英: Rectisol）は、さまざまな供給ガスから硫化水素や二酸化炭素のような酸性ガスを分離するために、メタノールを吸収液として用いる酸性ガス除去プロセスである。この処理を行うことにより、供給ガスはより燃焼に適したものとなる。レクチゾール（Rectisol）は多くの場合、石炭や重炭化水素のガス化により生成される合成ガス（主に水素や一酸化炭素）を処理するために用いられる。メタノール吸収液はこれらのガス中に含まれるアンモニア、水銀やシアン化水素のような微量成分を除去することができる。さまざまな供給ガスにおいて酸性ガスや大容量成分であるCO2 は、メタノール吸収液を再生している間に分離される。

## プロセス概要
レクチゾールプロセスはリンデ（Linde AG）およびルルギ（Lurgi AG）が実施権を持ち、約-40 °F（-40 ℃）の冷メタノールを用いて、通常、400から1000 psia（2.76 から 6.89 MPa）の比較的高い圧力で、酸性ガスを供給ガスから吸収する。酸性ガスを含むリッチな吸収液は、その後圧力を下げて、酸性ガスを放散、回収する。レクチゾールプロセスは硫化水素や二酸化炭素を選択的に分離回収をすることができる。そのため硫化水素は硫黄回収装置にて硫黄元素を回収したり、硫化水素を燃焼させ二酸化硫黄にして硫酸を製造することができる。一方同時に二酸化炭素が分離可能となり、分離された二酸化炭素を油田に戻せるケースでは生産用の油井近くの注入井に圧入し、原油の強制回収に用いられる。
レクチゾール法は、セレクソール法（Selexol）やプリソール法（Purisol）と同様に物理吸収液であり、酸性ガスとの化学反応による、アミンにより酸性ガスを除去する吸収液とは異なる。吸収液としてのメタノールは、専売のセレクソールやプリソール吸収液と比較して安価である。レクチゾールプロセスは低い温度を維持するためにより多くの電気的エネルギーを必要とする。しかし、再生に必要な蒸気エネルギーは少ない。メタノール吸収装置の建設費は専売吸収液装置よりも高いが、冷物理吸収液としてのメタノールは酸性ガス成分を高効率で除去し、より高い純度のガスを精製できる。
レクチゾールプロセスは自由度が高く、ガスから望ましい最終生成物に応じて、合成ガスをさまざまな成分に分離するために設計することができる。このプロセスは、水素、一酸化炭素、アンモニア、メタノール合成ガスおよび燃料ガスような、複数の製品の組み合わせが必要な、複雑な構成に適している。